# Apophthegmata Patrum
Die Apophthegmata Patrum (deutsch Sprüche der Väter, auch als Gerontikon bzw. Alphabetikon bezeichnet) sind eine spätantike Sammlung von kurzen Redewendungen (Apophthegmata), die von den ersten christlichen Mönchen Ägyptens stammen, den so genannten Wüstenvätern. Die meisten Sprüche werden Mönchen des 4. und 5. Jahrhunderts zugeordnet, z. B. Poimen, Makarius oder Antonius.
Die Sammlung entstand spätestens am Ende des 5. Jahrhunderts. Durch die Schrift Unterredungen mit den Vätern des Johannes Cassianus war sie bereits Benedikt (um 480–547) bekannt. Wie einer ihrer Untertitel besagt, sind die Sprüche bzw. die Begebenheiten der Altväter nach dem (griechischen) Alphabet geordnet.
Die Apophthegmata wurden ursprünglich entweder in koptischer oder griechischer Sprache abgefasst. Sie wurden laufend bearbeitet, ergänzt und in andere Sprachen übersetzt. Deswegen finden sich in den Übersetzungen auch andere Versionen und weitere Aussprüche von denselben Wüstenvätern. Aufgrund ihrer Gleichförmigkeit und vollendeten Form ist nicht davon auszugehen, dass die niedergeschriebenen Sätze wörtlich dem entsprechen, was die Wüstenväter tatsächlich gesagt haben.

## Zitate
Einige Beispiele:
Abbas Poimen sprach wiederum: „Eigenwille und Bequemlichkeit und die Gewöhnung daran bringen den Menschen ins Verderben.“ (657)
Von Abbas Pior erzählte Abbas Poimen, dass er jeden Tag einen Anfang machte. (659)
Abbas Poimen sprach: „Der Sieg über jede Plage, die über dich kommt, ist das Schweigen.“ (611)
Abbas Poimen sprach wiederum: „Da ist ein Mensch, der scheint zu schweigen, aber sein Herz verurteilt andere. Ein solcher redet in Wirklichkeit ununterbrochen. Und da ist ein anderer, der redet von der Frühe bis zum Abend, und doch bewahrt er das Schweigen, das heißt, er redet nichts Nutzloses.“ (601)

## Editionen und Übersetzungen
- Jacques-Paul Migne: Patrologia Graeca (PG). Band 65, S. 71–440.
- Erich Schweitzer, deutsche Übersetzung,  Apophthegmata Patrum Teil I-III. Das Alphabetikon - Die Anonyma - Aus frühen Sammlungen, Beuroner Kunstverlag, 2011
- Clavis Patrum Graecorum (CPG). 5560–5615.
- J.-C. Guy: Les Apophtegmes des Pères (= Sources Chrétiennes. Band 387). Collection systématique, Chapitres I-IX, 1997.
- Raffaele Caldarelli: Il Paterìk Alfabetico-Anonimo in traduzione antico-slava, I parte alfabetica. Edizione del testo slavo e dell'originale greco, Università degli Studi della Tuscia 1996. (Edition der slawischen Textüberlieferung und des griechischen Texts des alphabetischen Teils der AP, d. i. CPG 5560)
- Sprüche der Väter. Apophthegmata Patrum. Übersetzt von P. Bonifatius, Graz 1963
- Benedicta Ward: The Desert Fathers: Sayings of the Early Christian Monks. Penguin Classics, London / New York 1984, Neuauflage 2003. ISBN 0-14-044731-8.